# Star Wars: Episode I – The Phantom Menace (videospil)
Star Wars Episode I – The Phantom Menace:  er et action-eventyrspil udviklet af Big Ape Productions og udgivet af LucasArts til PC og PlayStation. Spillet udkom den 30. april 1999 og er baseret på filmen med samme navn. Spilleren kan spille som Obi-Wan Kenobi, Qui-Gon Jinn, Queen Amidala og Captain Panaka, afhængig af banen.
Spillet fik blandede anmeldelser. Netsiden GameRankings gav spillet en score på 62,28 % for PC-versionen, mens PlayStation-versionen fik 54,39 %.